# Erik Wahlberg (språkforskare)
Ernst Erik Erland Wahlberg, född 18 september 1918 i Soukolojärvi i Övertorneå socken, död 1 november 2012 i samma by, var en svensk språkforskare. 
Wahlberg disputerade 1963 för filosofie doktorsgrad i finsk-ugriska språk vid Uppsala universitet och räknas som en av pionjärerna inom ortnamns- och släktforskning i Tornedalen. Hans släktutredningar (cirka 10 000 sidor) omfattar tornedalska släktnamn på båda sidor om Torne älv och finns tillgängliga i forskarsalen på Nordkalottens kultur- och forskningscentrum i Övertorneå.